# Jeanette Dolson
Mildred Jeanette Dolson-Cavill (Toronto, 13 agosto 1918 – North Palm Beach, 17 luglio 2004) è stata una velocista canadese, vincitrice della medaglia di bronzo nella staffetta 4×100 metri ai Giochi olimpici di Berlino nel 1936.

## Biografia
Nei giochi olimpici tedeschi del 1936 nella staffetta 4×100 metri vinse il bronzo con Dorothy Brookshaw, Hilda Cameron e Aileen Meagher.
Ai giochi del Commonwealth del 1938 vinse una medaglia d'argento e due bronzo.

## Palmarès
| Anno | Manifestazione  | Sede    | Evento      | Risultato | Prestazione | Note |
| ---- | --------------- | ------- | ----------- | --------- | ----------- | ---- |
| 1936 | Giochi olimpici | Berlino | 4×100 metri | Bronzo    | 47"8        |      |